# Panoramatour an der Moststraße

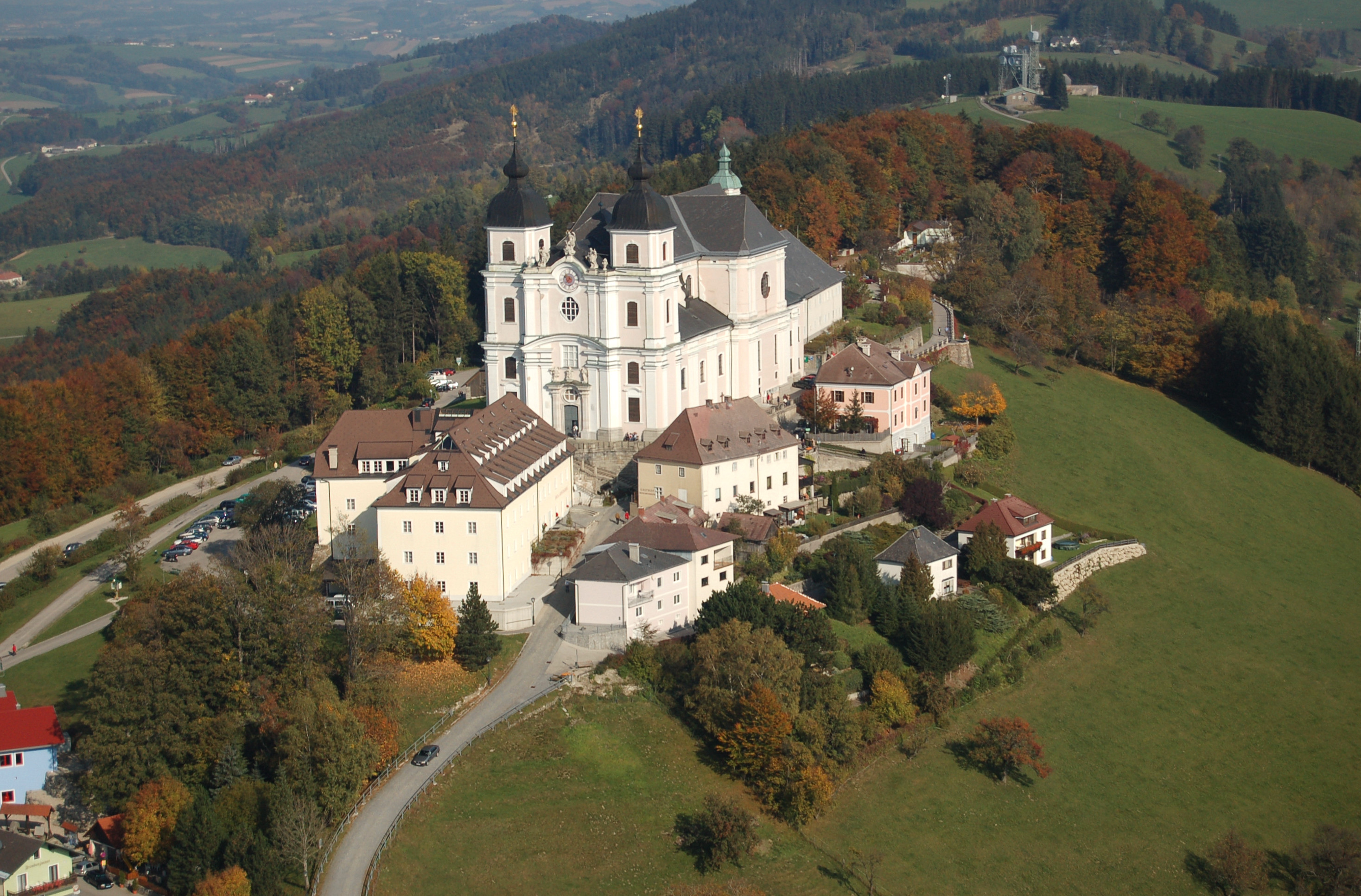
Basilika Sonntagberg, Luftbild, 2007

Die Panoramatour an der Moststraße ist eine touristische Ausflugsroute für Auto- und Motorradfahrer im Mostviertel in Niederösterreich.

## Lage
Die Route führt von der Autobahnabfahrt Oed an der West Autobahn über die Orte Strengberg, Wolfsbach, Seitenstetten, St. Peter in der Au, St. Georgen in der Klaus, Sonntagberg, Allhartsberg und Öhling bis zur Autobahnauffahrt Amstetten-West. Auf einer Strecke von ca. 85 km werden im hügeligen Gelände insgesamt 1459 Höhenmeter überwunden.

## Kultur und Sehenswürdigkeiten
- Stift Seitenstetten mit Stiftskirche
- Basilika Sonntagberg
- Ausflugsgasthäuser und Heurige an der Moststraße
- zahlreiche  Aussichtspunkte